# Candice Davis
Candice Davis (* 26. Oktober 1985 in Ann Arbor) ist eine US-amerikanische Hürdenläuferin, die sich auf die 100-Meter-Distanz spezialisiert hat.
2007 siegte sie bei der NACAC-Meisterschaft (Nordamerika, Zentralamerika, Karibik). Bei den Leichtathletik-Hallenweltmeisterschaften 2008 gewann sie die Silbermedaille über 60 m Hürden.
Candice Davis studierte Politikwissenschaft an der University of Southern California.

## Persönliche Bestzeiten
- 60 m (Halle): 7,62 s, 29. Januar 2009, Göteborg
- 100 m: 11,54 s, 28. April 2007, Los Angeles
- 50 m Hürden (Halle): 6,98 s, 10. Februar 2009, Liévin
- 60 m Hürden (Halle): 7,90 s, 24. Februar 2008, Boston
- 100 m Hürden: 12,71 s, 18. Mai 2008, Carson
- 400 m Hürden: 59,56 s, 30. April 2005, Los Angeles